# 엑슨발데즈 원유 유출 사고

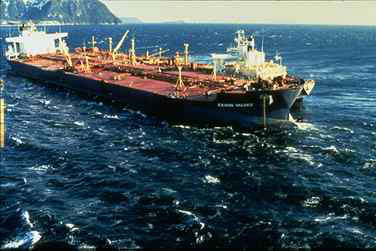
암초에 부딪혀 좌초된 지 3일 후의 발데즈호
사고명 : 엑슨 발데즈호 원유 유출 사고
이미지 캡션 : 좌초 하고 3일째의 엑슨발데즈
사고장소 : 알래스카주 프린스 윌리엄 만
사고발생일 : 1989년 3월 24일
좌표 :
원인 : 엑슨 발데즈 좌초
소속 회사 : 엑슨 모빌
부피 : 1080만 US갤런
지역 거리 : 11,000제곱 마일
해안 길이 : 1,300마일

엑슨발데즈 원유 유출 사고(Exxon Valdez oil spill)는 1989년 유조선 엑슨발데즈가 미국 알래스카주 프린스 윌리엄 만에서 좌초되면서 적하돼있던 원유 1,100만 갤런(24만 배럴)이 유출된 사고이다. 이 사고는 지금까지 해상에서 발생한 인위적 환경 파괴 중 최악의 사건으로 간주되고 있다. 이 사고는 헬기와 비행기, 보트로만 접근할 수 있는 프린스 윌리엄 만의 원격지에서 발생하였기 때문에 정부도 기업 측도 대응이 어려웠으며 기존 재해 복구 대책의 대폭적인 재검토 필요성을 느끼게 해줬다. 해당 지역은 연어·해달·물개·바다새의 서식지이다.

## 사고 경위

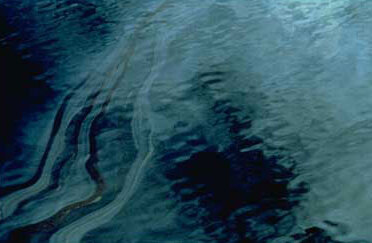
유출 사고가 발생하고 며칠 후, 사진과 같이 두꺼운 원유 층이 프린스 윌리엄 만 일대를 뒤덮었다.

엑슨발데즈호는 알래스카주의 발데즈 석유 터미널을 1989년 3월 23일 오후 9시 12분에 출발해 5,300만 갤런의 원유를 싣고 캘리포니아주로 향했다. 당시 도선사는 발데즈 해협을 유도한 후 조종을 발데즈호 선장 조셉 헤이즐우드와 교대하고 하선했다. 배는 항로의 빙산을 피하면서 나아갔다. 오후 11시 넘어서 선장 헤이즐우드는 조타실을 떠나면서 3등 항해사에게 사전에 협의한 지점에서 항로에 돌아가도록 지시했다. 그리고 사고 당시 집무실에 있었다. 그러나 엑슨 발데즈는 항로에 돌아가지 못해 1989년 3월 24일 오전 0시 4분 경에 블라이 암초에 부딪혀 좌초했다. 이 사고로 총 적재량의 20%인 1,100만 갤런(24만 배럴)의 기름이 프린스 윌리엄 만에 유출됐다..
사고 원인을 조사한 미국 교통안전위원회는 유조선 좌초를 일으킨 요인을 다음의 4개로 좁혔다. 

1. 3등 항해사가 올바른 조타를 하지 않았다. 당시 배는 자동 조종 장치가 작동되고 있었다.
2. 선장이 항로의 확인을 게을리했다. 음주에 의한 판단력 결핍으로 보인다.
3. Exxon Shipping Company는 선장을 감독하는 책임을 다하지 못했으며, 적절한 인원을 배치하지 않았다.
4. 연안 경비대가 유효한 선박 교통 시스템을 제공하지 못했다. 위원회는 조사 과정에서 엑슨모빌 사에 대해 선원의 취업 패턴의 변경 등을 차례 요구했다.

## 유출된 원유의 양

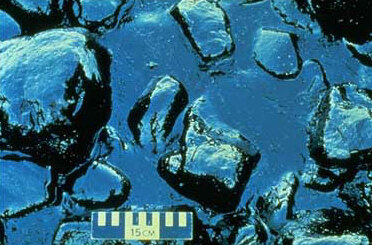
배가 좌초된 후 3일 동안 폭풍우가 불면서 대량의 원유가 나이트 열도 각지의 갯바위에 밀려왔다. 이 사진은 기름이 바위 틈에 쌓인 모습.

사고 조사 보고서에 따르면, 이 유조선은 사고 당시 5,309만 4,510 갤런의 원유를 싣고 있었는데 그 중 1,080만 갤런이 유출된 최악의 환경재앙 사건이라고 한다. 이 숫자는 알래스카주 엑슨 발데즈 원유 유출 신탁 협회, 미국 해양 대기청과 그린 피스와 시에라 클럽 등의 환경 단체가 사용하고 있으며 널리 인정되고 있는 추정치이다.
한편, 야생의 수호자(Defenders of Wildlife) 등 여러 단체들은 이 공식 발표는 유출량이 너무 적게 발표되었다며 이의를 제기했으며, 그 이유는 해수 중에서 미립자화되어 버린 원유는 계산에 포함되지 않았을 것이기 때문이다.

## 원유 제거 방법

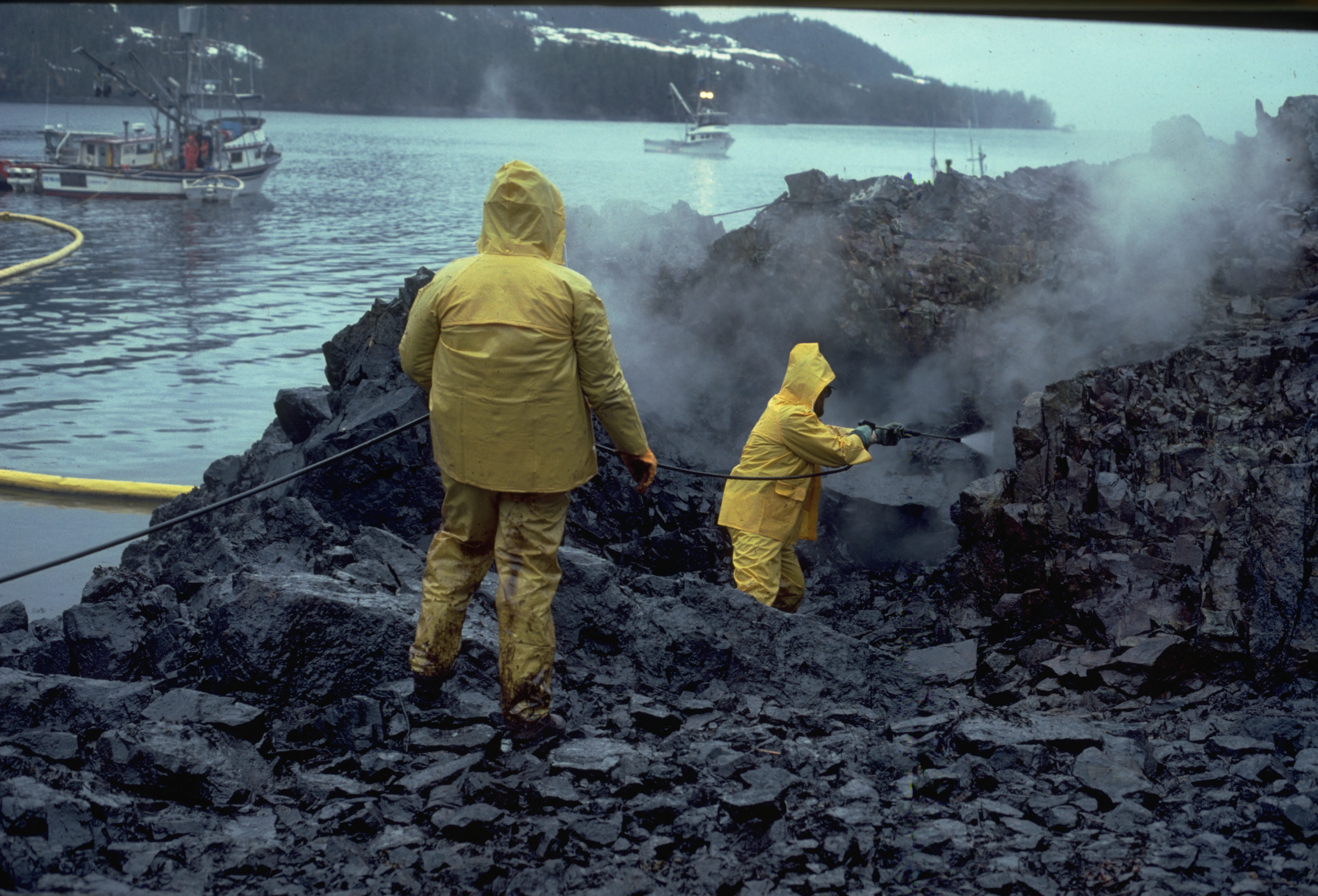
기름 묻은 해안가를 고압의 열수를 이용해 청소 중인 작업자.

우선 미생물에 의한 원유 분해 방법을 시도했지만 별 소용이 없자, 다음에는 내화성의 붐을 사용해 가장자리에서 시험적으로 원유를 소각해 보니 비교적 양호한 결과를 얻었다. 그러나 날씨가 좋지 않아 제거 작업 기간 중에 다시 소각이 이루어질 수 없었다. 붐과 오일 스키머를 사용한 제거 작업이 곧 시작되었지만, 사고 후 24시간 동안은 오일 스키머를 조달할 수 없었으며, 두꺼운 유층과 켈프(대형 해초의 일종)가 장치를 자주 막히게 했다. 한 민간 회사는 3월 24일에 화학적 분산제를 헬리콥터로 살포했다. 그러나 현장에서는 파도가 작아 바다 속의 원유와 분산제가 섞이지 않아 소용이 없었고 분산제는 이후 사용되지 않았다.
그 후 분산제는 원유보다 악영향을 끼친다는 견해가 제기됐다. 10만 분의 1의 농도의 세제가 바다 포유류나 식물의 체내에서 농축되면 급성의 독성을 발휘하지만, 실제로 살포 지역의 조간대에 붙은 대량의 따개비나 삿갓 조개 등이 폐사하여 생태계에 엄청난 피해를 입혔다.
엑슨 사는 원유 제거 대응이 더딘 것이 각 방면에서 비난을 받았으며, 발데즈 시장 존 데븐스(John Devens)는 동사의 위기 대응이 형편없다며 실망했다고 말했다. 정부도 연안 경비대를 출동시켜 대응했으나 엑슨 사 앞에는 과거의 유출 사고보다 비용도 계획도 인내도 필요한 원유 제거 작업이 산적해 있었다. 1만 1000명 이상의 알래스카 주민이 엑슨 사의 직원과 함께 오염 지역 전역에서 환경 회복을 위한 작업에 참여했다. 유출된 원유의 문제는 아직도 이 지역이 안고 있는 문제이며 계속되고 있다.

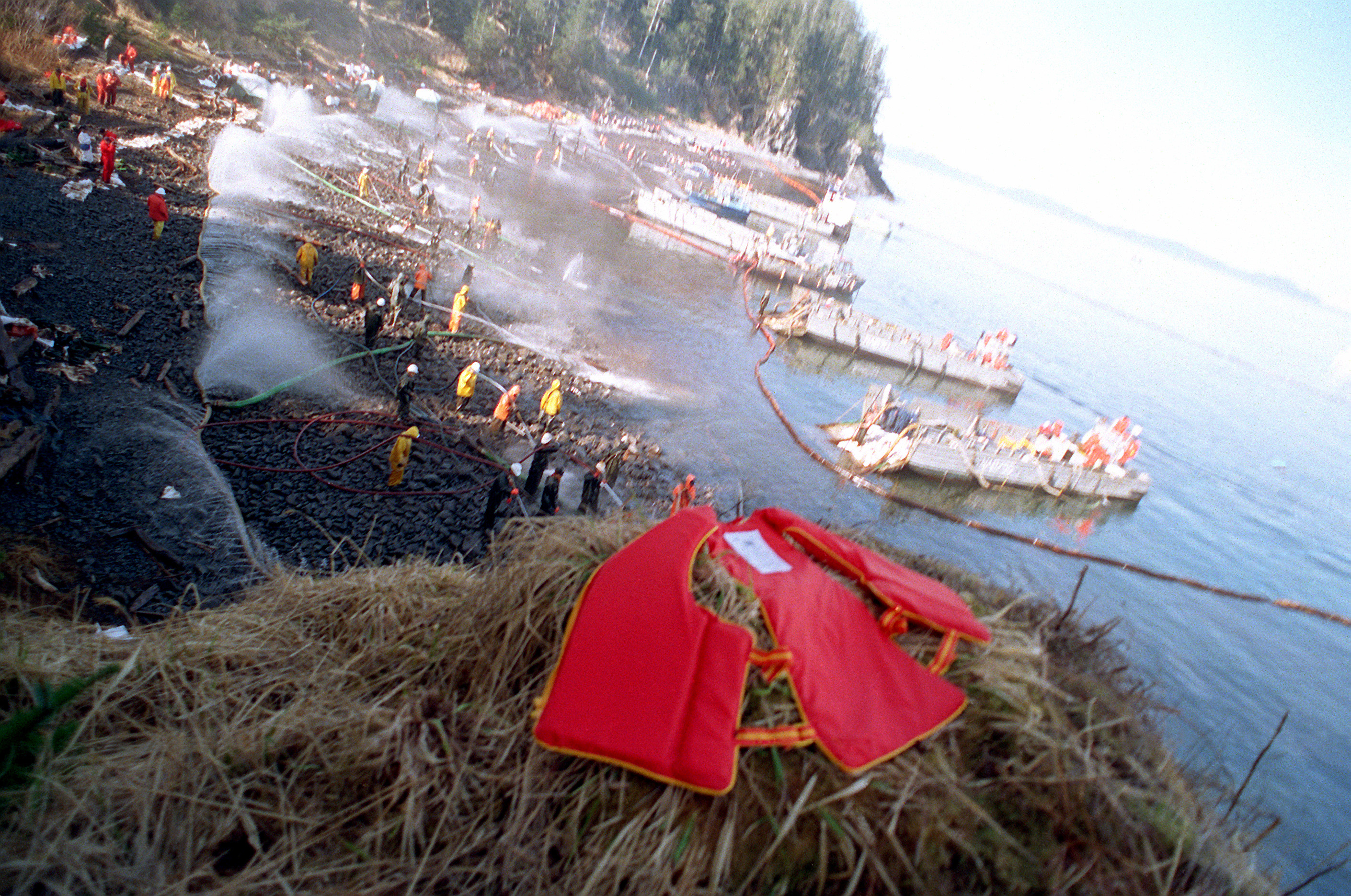
흘러나온 기름 제거 작업

원유가 쌓인 프린스 윌리엄 만은 바위가 많고 후미가 많아서 기름으로 오염된 바위를 고압의 열수를 이용하여 세척하기로 결정하였다. 그러나 이 방법으로 바위에 서식하는 미생물도 날려 버리게 되어 생물의 먹이 사슬의 일부가 끊어졌기 때문에 이 일대는 불모의 땅으로 변했다. 오늘날, 석유 회사와의 이해 관계가 없는 미국인 전문가 사이에서는 원유는 서서히 분해되는 것을 기다리고 방치했어야 한다는 견해가 발생하고 있다. 하지만 당시에는 과학적 조언도 일반 사회로부터의 압력도 철저히 제거해야 한다는 의견뿐이었다.
엑슨 사는 후에 '학생용 비디오 테이프'라는 라벨을 붙인 '과학자와 알래스카의 원유 유출 사고"라는 비디오 테이프를 각 학교에 배포했는데 그 내용 중에 제거 작업 보고가 왜곡됐다고 한다. 알래스카주 자금 원조에 의한 몇 가지 조사에 따르면 유출 사고는 장단기 경제적 타격을 입혔다. 그 중에는 여가나 스포츠로서의 낚시이 보류되고, 관광객이 감소하였으며, 이코노미스트 지가 "존재가치"라고 부르는 태고의 자연을 간직하고 있는 프린스 윌리엄 만의 사회적 가치의 손실을 입었다. 동물들은 아직도 재난에서의 회복 과정 중에 있다.

## 소송
이 베이커 대 엑슨 사건의 사례에서 1994년에 앵커리지의 지방 법원 판사는 물적 손해배상에 대해 2억 8700만 달러, 징벌적 손해배상에 대해 50억 달러의 판결을 내렸다. 징벌적 손해배상 금액은 당시의 엑슨 사의 단 년도의 이익 금액을 기준으로 하여 산출한 것이다. 엑슨 사는 이 판결에 불복해 제9 순회구 연방 항소 법원에 항소하면서 1심 러셀 홀란드(Russel Holland) 판사에게 징벌적 손해배상의 감액을 요구했다. 2002년 12월 6일, 이 판사는 40억 달러에 감액하는 판결을 내렸지만 그는 이를 사건의 실태에 비추어 판단했을 때 총체적으로 과도한 액수는 아니라고 결론지었다. 엑슨 사는 또 판례에 의한 최근의 대법원의 판례를 기초로 하여 심리하도록 요구했지만, 이에 대해 홀란드 판사는 징벌적 손해배상액을 45억 달러에 금리에 더하여 인상했다.
2006년 1월 27일에 제9 순회구 연방 항소 법원에서 의견 진술과 구두 심문이 있었고 같은 해 12월 22일에게 징벌적 손해배상액은 25억 달러로 인하됐다. 법정은 그 이유에 대해 최근 대법원 판결에서는 징벌적 손해배상액에 상한을 마련 중이라고 설명했다.
엑슨 사는 다시 이의를 제기했다. 2007년 5월 23일 제9 순회구 연방 항소 법원은 엑슨 사의 요구를 기각하고 동사가 25억 달러의 징벌적 손해배상액을 수락해야 한다는 판결을 지지했다. 동사는 대법원에 항소했으며, 2007년 10월 26일에 판결이 나왔다.
엑슨 사의 공식 견해는 원유 유출의 원인은 어디까지나 사고이며, 동사는 원유 제거 작업에 이미 추정 20억 달러를 지불했고, 더욱이 관련된 민사·형사 재판의 재정에 10억 달러를 필요로 한다고 보여 2500만 달러를 넘는 징벌적 손해배상은 부당하다는 것이다. 원고 측 변호사는 사고의 책임은 동사에 있고 그 이유는 프린스 윌리엄 만을 통과하는 유조선의 책임자에 술에 취한 선장을 배치했기 때문이라고 항변했다.
엑슨 사는 원유 제거 작업과 재판에 든 비용의 대부분에 보험금 지급을 맞추었다. 발데즈호의 손실에는 세액 공제를 했다. 또 1991년에는 이 회사는 알래스카 수산업의 피해를 둘러싼 시애틀에 본사를 둔 수산업 7개사와 합의금에 합의했다. 합의 내용 중에서 엑슨 사는 7개 사에 대해 6,375만 달러의 지불을 보증했지만, 수산가공업자는 엑슨에 생기는 어떤 징벌적 손해배상 책임에 대해서도 지불 의무를 부과함을 명기시켰다.

## 선박
엑슨 발데즈 사고 후의 혼란 속에서 미국 의회는 1990년에 유류오염법을 통과시켰으며, 100만 갤런(3,800 m³)을 넘는 양의 원유를 유출한 선박의 사용을 금지하는 조항이 포함됐다. 1998년 4월에 엑슨 사는 정부에 대해서 이의를 제기했으며, 발데즈호는 알래스카로 돌아와야 하고 이 규제는 부당하게 엑슨 사만을 대상으로 한 것이라고 주장했다(이는 엑슨 발데즈 외에 해당하는 선박이 없기 때문이다). 유류오염법은 다시 원유 탱크와 바닷물 사이의 격벽을 이중으로 하는 더블 헐(이중 선체) 설계를 단계적으로 의무화하는 계획을 설정했다. 더블 헐 구조가 엑슨 발데즈의 재해를 막지는 못했지만 연안 경비대는 조사 결과 유출량을 60% 정도까지 억제했다고 추정하고 있다.
엑슨발데즈는 예인되어 1989년 7월 10일에 샌디에고에 도착했으며, 7월 30일부터 선체 수리가 시작되어 약 1600 t의 강재가 교환됐다. 1990년 6월에 이 유조선은 씨 리버 메디터레이니언(Sea River Meditteranean)호로 개명됐으며, 수리에 소요된 3000만 달러의 청구서를 남겨 출항했다. 이 비용을 보전하기 위해 영화 워터월드의 촬영 세트로 대여되었다. 이 유조선은 명칭을 변경한 것은 2007년 8월 시점이며, 아직 항해를 계속하고 있다. 이 선박을 엑슨 모빌(엑슨과 모빌은1999년에 합병)의 100% 자회사인 씨 리버 매리타임(Sea River Maritime) 사가 보유하고 있다.

## 영향

### 환경에 대한 타격

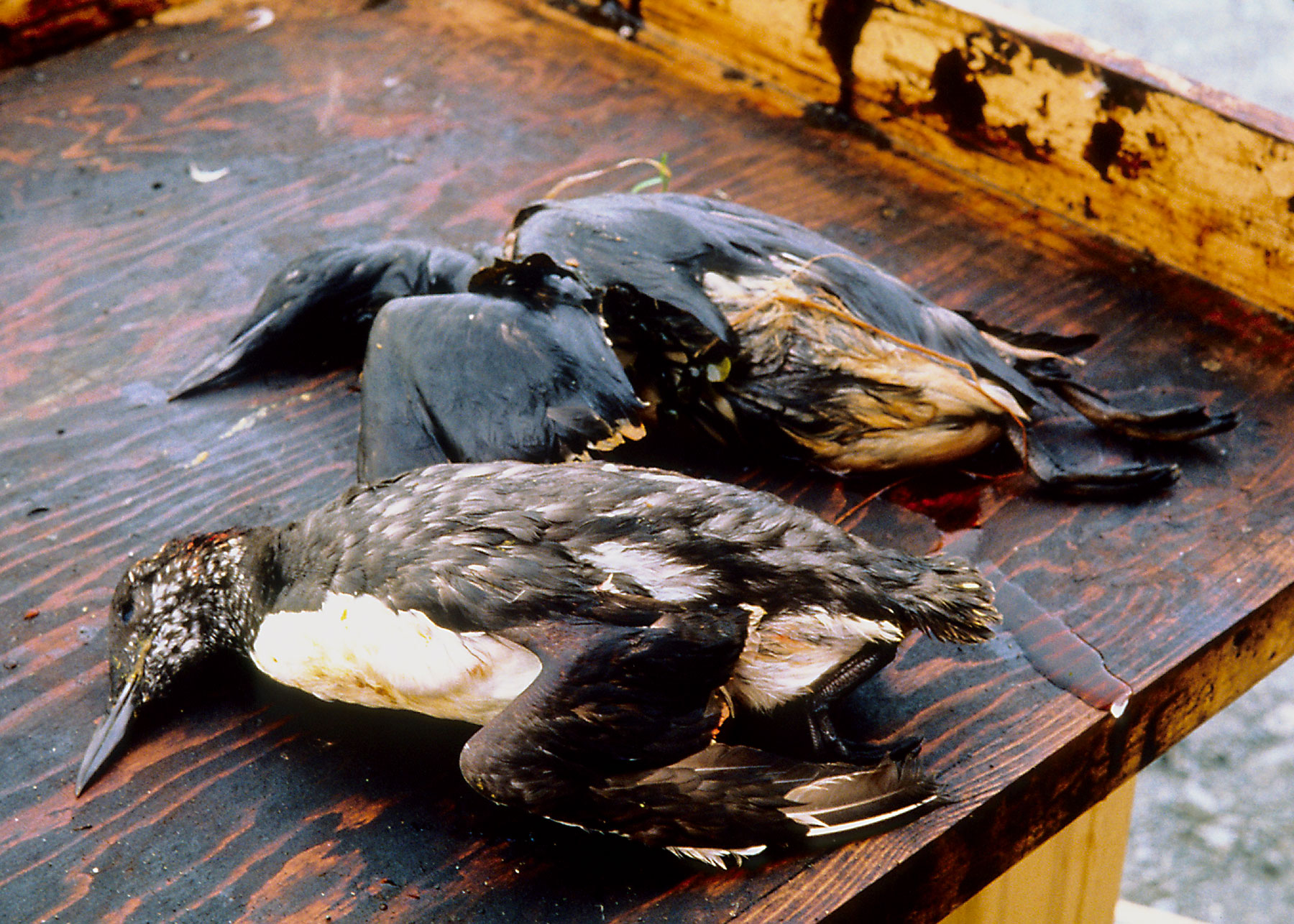
야생 생물들은 원유 유출로 심각한 위기에 처했다.

원유 유출의 장단기적 영향에 대해서는 포괄적인 조사가 이루어졌다. 가장 신뢰할 수 있는 추계에 따르면 사고 직후 사망한 야생 동물의 개체 수는 다음과 같다.
- 각종 바다새: 25만-50만 마리,
- 해달: 2800-5000 마리,
- 수달: 약12 마리
- 회색 물개 : 300마리
- 독수리: 250마리
- 범고래: 22마리

기타 연어나 청어 알의 피해가 극심했다. 철저한 원유 제거 작업에 의해 1년 후에는 현지를 찾는 사람들의 눈에 보이는 피해의 흔적은 거의 볼 수 없었다. 그러나 오늘날에도 그 영향을 탐지할 수 없는 장기적 영향에는 각종 해양 동물의 개체 수 감소가 있다. 예를 들어, 곱사연어의 개체 수는 감소하고 있다. 그러나 엑슨 모빌은 최근 보고서에서 "프린스 윌리엄 만의 환경은 건전하며, (생물 사회도) 번영하고 있다. 현지를 방문했던 사람들의 눈에는 이것이 분명하게……."라고 말하고 있다. 수달과 오리는 사고 후 몇 년 간 사망률이 상승했지만 이는 원유 오염된 생물을 먹이로 했기 때문이다. 동물의 대부분이 오염된 토양 속에 파묻힌 먹이를 파내면서 원유에 노출됐다.
조사자의 보고에 따르면 해안선에 서식하는 진주담치 등이 오염의 영향에서 회복하기 위해서는 30년이 더 필요할지도 모른다. 원유 유출로부터 15년 후에 노스 캐롤라이나 대학의 과학자가 밝힌 소견은 발데즈호에서 흘러나온 기름에 의한 타격은 예상 이상으로 장기간에 걸친 것이었다.
엑슨 모빌은 2003년의 기자회견에서 '알래스카나 기타 각지에서 얻어진 과학적 지식에 의하면 원유 유출은 단기적으로는 심각한 영향을 주지만, 환경에는 놀라운 회복력이 있다'는 정반대의 코멘트를 남겼다. 그러나 단기적으로도 장기적으로도 심각한 영향이 있다고 보는 환경 운동가는 많다.

### 그 외의 타격
미국 전역에서 약 4만 명의 석유·화학·원자력 산업 노조원은 의회가 포괄적인 국가 에너지 정책을 입법화할 때까지 북극 야생 생물 보호 구역(ANWR)의 시추 조사에 반대하는 성명을 발표했다. 유출 사고 후의 혼란 속에서 알래스카주 지사 스티브 코퍼(Steve Cowper)는 발데즈호를 비롯한 원유를 실은 유조선 모두에 대해 프린스 윌리엄 만에서 힌친브룩 입구까지의 구간에서 2척의 예인선에 의한 호송을 의무화하는 정령을 내렸다. 이 계획은 1990년대가 되면 한층 더 진전했으며, 상시 출동했던 예인선 2척 중 1척을 64m(210피트)의 호송 대응선에 옮겼다. 발데즈에 기항하는 유조선의 과반수는 아직 싱글 헐이지만, 의회는 이미 2015년을 기한으로 하는 전 유조선의 더블 헐 구조 의무화를 입법화했다.
현장 일대의 해양 생물(특히 조개류·대구·물개)의 괴멸적 타격이 원인으로 1991년에는 알래스카 원주민인 추가치(Chugachi) 족의 경제가 파탄났다. 부동산 사정에 사용되는 각종 방법으로 오염된 자산의 가치가 산정되었으며, 얄궂게도 발데즈호 원유 유출 사고의 결과로서 브라운필드의 개발이 시작되었다. 가상평가법(CVM)과 컨조인트 분석이 환경 파괴에 따른 복잡한 문제 평가 수단으로서 폭넓게 도입됐다.
그 후 엑슨 모빌의 내부 관계자가 사태의 심각성을 경시해서 기름 유출에 관한 보고서의 내용을 조작한 것이 드러났다.

## 같이 보기
- 트랜스·알래스카 파이프 라인
- 알래스카의 역사
- 미국
- 환경 문제
- 공해
- 수질 오염
- 토양 오염
- 생태계
- 해난 사고
- 기름
- 삼성1호-허베이 스피릿 호 원유 유출 사고
- 2010년 멕시코 만 원유 유출 사고
- 노릴스크 경유 유출 사고